# Солем (кантон)

Кантон Солем в составе округа Камбре

Соле́м(фр. Solesmes) — упраздненный кантон во Франции, регион Нор — Па-де-Кале, департамент Нор. Входил в состав округа Камбре.
В состав кантона входили коммуны (население по данным Национального института статистики за 2011 г.):
- Бермерен (649 чел.)
- Борен (225 чел.)
- Бриастр (755 чел.)
- Вендежи-сюр-Экайон (1 122 чел.)
- Вертен (486 чел.)
- Вьели (1 471 чел.)
- Капель (161 чел.)
- Монтрекур (234 чел.)
- Осси (1 549 чел.)
- Ромери (440 чел.)
- Сен-Вааст-ан-Камбрези (896 чел.)
- Сен-Мартин-сюр-Экайон (523 чел.)
- Сен-Питон (972 чел.)
- Солем (4 559 чел.)
- Сользуар (1 703 чел.)
- Соммен (355 чел.)
- Эскармен (439 чел.)

## Экономика
Структура занятости населения:
- сельское хозяйство — 5,2 %
- промышленность — 15,7 %
- строительство — 12,7 %
- торговля, транспорт и сфера услуг — 27,8 %
- государственные и муниципальные службы — 38,6 %

Уровень безработицы (2010) - 12,8 % (Франция в целом - 12,1 %, департамент Нор - 15,5 %). 

Среднегодовой доход на 1 человека, евро (2010) - 19 947 (Франция в целом - 23 780, департамент Нор - 21 164).

## Политика
Жители кантона в основном симпатизируют «левым». На президентских выборах 2012 г. они отдали Франсуа Олланду в 1-м туре 27,0 % голосов против 24,7 % у Марин Ле Пен и 22,0 % у Николя Саркози, во 2-м туре в кантоне победил Олланд, получивший 56,0 % голосов (2007 г. 1 тур: Саркози - 26,0 %, Сеголен Руаяль - 24,5 %; 2 тур: Руаяль - 51,7 %). На выборах в Национальное собрание в 2012 г. по 12-му избирательному округу департамента Нор жители кантона поддержали кандидата Социалистической партии Кристиана Батая, набравшего 37,2 % голосов в 1-м туре и 58,6 % - во 2-м туре. (2007 г. 22-й округ. 1-й тур: Мари-Софи Лен (СНД) - 36,9 %, 2-й тур: Кристиан Батай (СП) - 53,6 %). На региональных выборах 2010 года больше всего голосов — 28,1 % — в 1-м туре собрал список социалистов; во 2-м туре единый «левый список» с участием социалистов, коммунистов и «зеленых» получил 53,1 %, «правый» список с 26,7 % финишировал вторым, а Национальный фронт с 20,2 % — третьим.
|  | Кандидат    | Партия                  | % голосов |
|  | ----------- | ----------------------- | --------- |
|  | Жорж Фламан | Социалистическая партия | 100,0     |

|  | Кандидат    | Партия                         | % голосов |
|  | ----------- | ------------------------------ | --------- |
|  | Жорж Фламан | Социалистическая партия        | 59,53     |
|  | Серж Машепи | Союз за французскую демократию | 40,47     |